# Chemcedine El Araichi
Chemcedine El Araichi est un footballeur international marocain, né le 18 mai 1981 à Boussu. Il évolue au poste d'arrière droit.
En mai 2010, le KV Courtrai, qui évolue en Jupiler Pro League, l'engage et lui offre un contrat d'une durée de une saison. Il rejoint ensuite les rangs du Royal Boussu Dour Borinage en Division 2. En 2014, il rejoint le Royal Géants Athois.

## Sélections en équipe nationale
| Caps | Date       | Match           | Lieu       | Score | Compétition      |
| 1    | 11/02/2009 | Maroc – Tchèque | Casablanca | 0 - 0 | Amical           |
| 2    | 28/03/2009 | Maroc - Gabon   | Casablanca | 1 - 2 | Elim.CAN/CM 2010 |
| 3    | 31/03/2009 | Angola - Maroc  | Lisbonne   | 0 - 2 | Amical           |
| ---- | ---------- | --------------- | ---------- | ----- | ---------------- |